# Skila (princesa)
Scila je v grški mitologiji megarska princesa, hči kralja Nizosa.
Nisus je bil nepremagljiv, dokler je imel pramen rdečih las med ostalimi belimi lasmi. Kretski kralj Minos ga je napadel, a ga ni mogel premagati. Scila se je zaljubila v Minosa in v znak ljubezni odrezala očetov čudežni pramen. Nisus je umrl in Minos je zavzel Megaro.
Nato je Minos ubil Scilo, ker je prevarala očeta. Spremenila se je v galeba, ki nenehno beži pred morskim orlom, njenim očetom.